# هورست سكوف
هورست سكوف (بالألمانية: Horst Skoff)‏ مواليد 22 أغسطس 1968 في كلاغنفورت، النمسا - الوفاة 7 يونيو 2008 في هامبورغ، كان لاعب كرة مضرب نمساوي بدأ مسيرته كمحترف سنة 1985 وكان يلعب باليد اليمنى، اعتزل اللعب في 1999. أعلى تصنيف له في الفردي كان المركز الـ 18 في سنة 1990. سبق أن شارك في دورة الألعاب الأولمبية الصيفية.

## روابط خارجية
- هورست سكوف على موقع رابطة محترفي التنس (الإنجليزية)
- هورست سكوف على موقع الاتحاد الدولي لكرة المضرب (الإنجليزية)
- هورست سكوف على موقع كأس ديفيز (الإنجليزية)
- هورست سكوف على موقع بطولة ويمبلدون (الإنجليزية)
- هورست سكوف على موقع خلاصة التنس.كوم (الإنجليزية)
- هورست سكوف على موقع اللجنة الأولمبية الدولية (الإنجليزية)
- هورست سكوف على موقع أوليمبيديا (الإنجليزية)